# كهف كامي نو
يقع كهف كامي نو في بلدية ماتاديبيرا، مقاطعة برشلونة، إسبانيا. يقع الكهف على ارتفاع 665 متر فوق مستوى سطح البحر، ويبلغ طوله 15 مترًا، وارتفاع الداخلي 5 أمتار.